# Мильдер-Хауптман, Анна
Паулина Анна Мильдер-Хауптман (нем. Pauline Anna Milder-Hauptmann; 13 декабря 1785, Константинополь, Османская империя — 29 мая 1838, Берлин, Германия) — австрийская и немецкая оперная певица (сопрано). Выступала преимущественно в Вене и Берлине. Известна исполнением партий в операх Глюка. Бетховен создал для неё партию Леоноры в своей опере «Фиделио». Шуберт посвятил ей одну из своих опер и несколько песен. К числу поклонников певицы принадлежали Наполеон, Гёте, Гегель и Шеллинг.

## Биография

### Ранние годы. Вена
Паулина Анна Мильдер родилась в 1785 году в Константинополе. Её отцом был Феликс Мильдер, бывший кондитер родом из Зальцбурга, состоявший на службе у австрийского посла в качестве переводчика. В 1790 году семья переехала в Бухарест, а в 1795, после того как в Румынии началась эпидемия чумы, — в Вену. Впоследствии они поселились в Хюттельдорфе под Веной, где Анна начала учиться музыке под руководством деревенского учителя, который заметил и поддержал её талант. Впоследствии на юную певицу обратил внимание импресарио Э. Шиканедер. По его рекомендации она начала брать уроки у Джузеппе Томазелли и Сальери, после чего совершенствовалась у Сигизмунда фон Нойкома и Иоганна Михаэля Фогля. Нойком представил её Гайдну, который, прослушав арию в её исполнении, изумлённо сказал: «Милое дитя, у вас голос с дом величиной!». Несколько позднее Георг Гризингер сравнивал её голос с «чистым металлом».
В 1803 году Йозефа Вебер, свояченица Моцарта, устроила для Анны Мильдер ангажемент в венском театре Ан дер Вин. В том же году состоялся её дебют в партии Юноны («Зеркало Аркадии» Зюсмайера). Также в 1803 году она приняла участие в премьерной постановке оперы «Кир» Игнаца Ксавера фон Зайфрида. Затем, с 1807 по 1816 год, Мильдер пела на сцене «Кернтнертор-театра». Голосом певицы восхищались многие композиторы, специально для неё создававшие партии в своих операх. Так, в 1804 году Анну Мильдер заметил Бетховен и написал для неё партию Леоноры в опере «Фиделио», которую певица исполняла как на премьере (1805), так и при исполнении второй (1806) и третьей (1814) редакций оперы. Впоследствии он собирался создать для неё ещё одну оперу, но план остался неосуществлённым. Л. Керубини написал для Мильдер оперу «Фаниска» (1806), Йозеф Вайгль — оперу «Сиротский приют» (1809).
Одной из лучших партий, спетых ею в Вене, стала Эммелина в зингшпиле Вайгля «Швейцарское семейство».
В 1808 году Мильдер совершила успешное гастрольное турне, по возвращении из которого была назначена ведущей артисткой Венского придворного театра. В 1809 году певица выступала в Шёнбрунне перед Наполеоном, который был настолько покорён её голосом, что предложил ей контракт в Париже на очень щедрых условиях. Однако в 1810 году Анна Мильдер вышла замуж за Петера Хауптмана, придворного ювелира, что вынудило её остаться в Вене (впоследствии певица рассталась с мужем). Тем не менее она продолжала гастролировать, в том числе во Франкфурте-на-Майне (1810), Мюнхене (1811), Штутгарте (1811), Дармштадте (1811), Берлине (1812), Мангейме (1814) и Карлсруэ (1815). В 1812 году Мильдер-Хауптман блестяще исполнила заглавную партию в опере К. В. Глюка «Ифигения в Тавриде»
Вероятно, около 1813 года её пение впервые услышал Франц Шуберт, о котором впоследствии говорил Йозефу фон Шпауну, что оно «пронзило ему сердце». Впоследствии он продолжал столь же высоко отзываться о её мастерстве, утверждая, что никто не поёт лучше, чем она, однако при этом критиковал её трели. Лично Шуберт не был знаком с Мильдер-Хауптман, однако они состояли в переписке. В 1822 году композитор посвятил ей свою оперу «Альфонсо и Эстрелла», а позднее — вторую «Песню Зюлейки» на стихи И. В. Гёте. Певица неоднократно исполняла песни Шуберта в концертах, в том числе знаменитую «Форель» и «Лесного царя», чем способствовала их популярности.

### Берлин. Последующая карьера
В 1815 году певица покинула Вену и вместе со своей сестрой Жанеттой отправилась на гастроли в Прагу и Берлин. В 1816 году она заключила постоянный контракт с придворным оперным театром в Берлине, где пела вплоть до 1829 года. В общей сложности за время своего пребывания в Берлине певица приняла участие в 380 постановках. Среди них особо выделяются партии в операх Глюка: вышеупомянутая Ифигения, Альцеста и Армида (одноимённые оперы), Эвридика («Орфей и Эвридика»). Исполнение Мильдер-Хауптман во многом определило успех этих опер в Берлине, а также принесло певице славу выдающегося интерпретатора музыки Глюка. Кроме того, под руководством Гаспаре Спонтини, бывшего в то время музыкальным директором Берлинской оперы, Мильдер-Хауптман разучивала и исполняла партии в его произведениях: Статира («Олимпия», 1821), Намуна («Нурмахаль», 1822), Ирменгарда («Агнес Гогенштауфен», 1829). В 1821 году она стала членом Певческой академии в Берлине. В 1829 году певица приняла участие, в качестве солистки, в исполнении «Страстей по Матфею» Баха под руководством Феликса Мендельсона, состоявшемся на сцене Академии.
Тогда же, в 1829 году, вероятно, из-за конфликта со Спонтини, Мильдер-Хауптман покинула театр и впоследствии концертировала в Петербурге, Риге, Копенгагене, Стокгольме и различных городах Германии. Среди прочих сочинений она исполняла композиции Шуберта, в том числе песню «Пастух на скале», которую он написал для неё в 1828 году и которая стала последним произведением композитора. Последнее выступление певицы на сцене состоялось в 1836 году в Вене, после которого она попрощалась с публикой.
После завершения своей музыкальной карьеры Анна Мильдер-Хауптман жила в Вене у своей единственной дочери, а затем в Берлине. Там же она умерла 29 мая 1838 года после непродолжительной болезни и была похоронена на кладбище Домфридхоф, принадлежавшем католической Общине святой Ядвиги.

## Отзывы современников

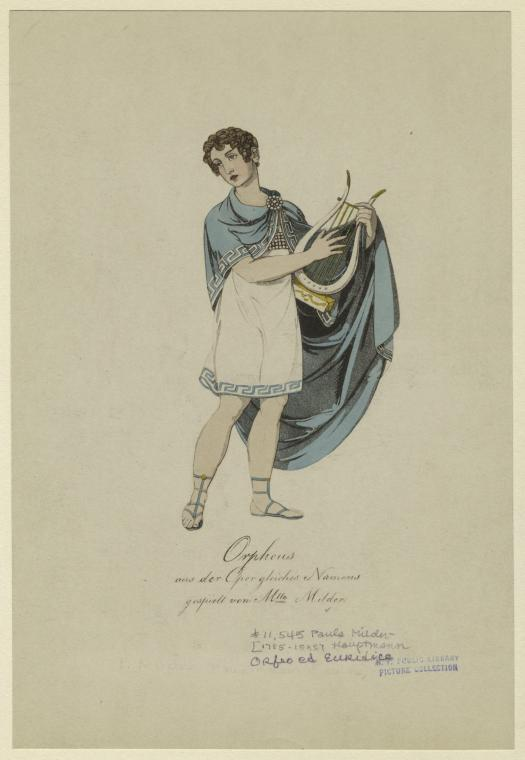
Анна Мильдер в роли Орфея. Ок. 1812

Искусство Анны Мильдер-Хауптман было чрезвычайно ценимо современниками на всём протяжении её карьеры. Уже в 1808 году композитор и музыкальный критик Иоганн Фридрих Рейхардт писал о её исполнении партии Ифигении: «Мне стало так хорошо, когда я услышал „Ифигению“ Глюка в исполнении великолепной Мильдер. <…> Это, несомненно, самый прекрасный, сильный и чистый голос, который я когда-либо слышал в Италии, Германии, Франции и Англии».
Гаспаре Спонтини, пытаясь в 1811 году заполучить певицу для Итальянской оперы в Париже, писал ей: «Слава о вашем таланте дошла до нас, и в Париже ваша репутация не менее велика, чем в Вене. Я и сам имел честь слышать вас, будучи в Австрии два года назад, и никогда человеческий голос не заставлял меня испытывать более сильные чувства, чем то, что я пережил в тот счастливый момент».
Немецкий филолог Густав Фридрих Партай писал о певице в своих воспоминаниях: «Её голос сочетал мягкость, чистоту и силу в такой мере, какой доселе ещё не бывало. <…> К тому же она была прекрасно сложена, как настоящая королева, и обладала природной величественностью, какую можно найти лишь в античных статуях».
К числу поклонников певицы принадлежал Иоганн Вольфганг Гёте. Впервые услышав её 23 августа 1823 года, он писал затем в письме Карлу Фридриху Цельтеру, что одно воспоминание о её пении вызывает у него слёзы. В 1828 году он послал ей экземпляр своей «Ифигении», сопроводив подарок посвящённым певице стихотворением.
Пение Мильдер-Хауптман высоко ценил Георг Фридрих Гегель, бывший близким другом певицы. Эта дружба и то явное восхищение, с которым Гегель говорил о певице, даже породили в берлинском обществе слухи о романе между ними.
Другой философ, Фридрих Шеллинг, также принадлежал к числу ценителей её искусства. В 1811 году он писал в письме Паулине Готтер: «… недавно мне доставило превеликое наслаждение пение мадам Мильдер из Вены, которая выступила здесь в „Ифигении“ Глюка. Её голос, пожалуй, не имеет себе равных в Германии <…>».